# Monumento de La Mancha a Azorín
El monumento de La Mancha a Azorín es un busto dedicado a la prolífica figura literaria situado en la ciudad española de Albacete.
Está localizado en el interior del parque Abelardo Sánchez, en el centro de la capital albaceteña.
Se trata de un busto de piedra que homenajea al célebre escritor Azorín, una de las figuras clave literarias en español más importantes del siglo XX, quien cultivó diferentes géneros literarios. El escritor mostró especial dedicación a la ciudad en su obra. Describió en su poesía a Albacete como el «Nueva York de La Mancha» y le dedicó, entre otras, otra de las frases que hoy constituyen un lema de la capital: «Albacete, siempre».
Se encuentra elevado sobre un pedestal que constituye su base. La escultura lleva inscrita la leyenda «Albacete, siempre» que el escritor dedicó a la capital albacetense.
Obra del escultor Andrés Tendero, fue inaugurado el 11 de septiembre de 1965 con Azorín aún en vida en plena Feria de Albacete, siendo uno de los actos más notables de aquella edición.